# Abbaye de Sterkrade
L'abbaye de Sterkrade est une ancienne abbaye cistercienne à Sterkrade (aujourd'hui un quartier d'Oberhausen), dans le Land de Rhénanie-du-Nord-Westphalie, dans l'archidiocèse de Cologne.

## Histoire

### la fondation
L'abbaye est fondée avec le soutien des familles nobles von Hillen et von Holten. En 1240, l'abbesse de Düssern, Regenvidis von Hillen, reçoit l'approbation de l'archevêque de Cologne, Konrad von Hochstaden pour fonder le monastère. Konrad von Hillen, juge de Vest Recklinghausen, un frère de l'abbesse, achète à l'abbaye le domaine de Defte. Le monastère connaît ensuite un déclin. Adolph von Holten s'installe dedans. Son héritière Mechthild von Holten lui redonne son autonomie. En 1271, le monastère entre dans l'Ordre cistercien sous la tutelle de l'abbaye de Kamp. En 1280, on compte une vingtaine de religieuses.
Le monastère est riche jusqu'au XIVe siècle. Elle possède des domaines à Sterkrade, Kirchhellen, Bottrop, Gladbeck, Hünxe, Dinslaken, Walsum, Beeck, Hamborn, Holten, Borbeck et Mülheim.
Du temps des abbesses Lisa von Stecke (1382–1418) et Adelheid von der Hoven, le couvent se sécularise.
Au XVe siècle, l'abbaye connaît des destructions et des pillages. Pour cette raison, la communauté a souvent des difficultés économiques. Dans les phases transitoires de reprise économique, les bâtiments du monastère sont reconstruits ou remplacés.
La période la plus difficile est la vendetta de Soest. L'abbesse Hadewigis von Loe (1461-1473) demande au pape Pie II un examen de tous les accords passés pour le transfert d'actifs. Le Pape nomme une commission pour le remplacement des anciens actifs du monastère. La réforme de la vie spirituelle continue, malgré la réticence de quelques sœurs. En 1484, l'église abbatiale a de nouvelles stalles.
Alors que le comté de Clèves devient protestant, l'abbaye de Sterkrade reste catholique. Dans le cadre de la Contre-Réforme, l'abbaye reçoit la visite de l'abbé général Nicolaus Boucherat en 1574. Elle compte quatorze nonnes. D'abord opposée, l'abbaye adopte le concile de Trente.
Pendant la Guerre de Cologne, l'abbaye est détruite en 1583. Elle va mettre quarante années à se reconstruire. De 1597 à 1617, il n'y a plus d'abbesse. Elle subit aussi la guerre de Trente Ans. À la fin, les nonnes refusent de recevoir le nonce Fabio Chisi (qui deviendra le pape Alexandre VII) en route pour le traité de Münster. En 1663, l'abbesse Anna Maria von Capellen démissionne sous la pression des sœurs.
En 1701, l'aile est du monastère est reconstruite. En 1738, l'abbaye devient un lieu de pèlerinage grâce à une image dite miraculeuse.

### La sécularisation
Le monastère ferme en 1809. En 1816, les domaines sont rachetés par l'État prussien. Gutehoffnungshütte s'y installe.
En 1872, on construit une nouvelle église sur l'emplacement de l'église romane. Elle sera gravement endommagée le 24 mars 1945 puis détruite. En 1953, on élève une nouvelle église paroissiale.
En 1898, les sœurs de la Providence divine s'installent près de Sterkrade. Elles apportent des soins aux personnes âgées et tiennent une crèche.